# Route nationale 77 (Italie)
Pour les articles homonymes, voir Route nationale 77.
La route nationale 77 della Val di Chienti (SS 77) est une route nationale italienne qui relie Foligno, en Ombrie, à Civitanova Marche, dans les Marches, sur un total de 95 kilomètres, en traversant la crête des Apennins jusqu'à Valico Colfiorito (826 m). À partir du 28 juillet 2016, avec l'ouverture du tronçon Foligno - Muccia, l'ensemble de la SS 77 est devenu une voie rapide aux caractéristiques autoroutières tel qu'envisagé par le projet Quadrilatero.

## Histoire
La route nationale fut créée en 1928 avec le tracé suivant : « Foligno - Macerata - greffé avec la route nationale 16 près de Loreto ».
Le tracé actuel, comparé à un examen effectué en 2001 par l'ANAS, est différent de celui identifié comme SS 77 jusqu'à ce moment. En fait, l'ancienne SS 77 coïncidait avec l'actuelle jusqu'à Tolentino, où commençait le raccord autoroutier Tolentino-Civitanova Marche, puis tournait vers le nord, touchant Macerata, Recanati et Lorette pour rejoindre la SS 16 à Villa Costantina. La révision de l'itinéraire a eu deux effets : d'une part, la section entre Tolentino et la connexion à la SS 16 fut déclassée en route provinciale (SP 77) et d'autre part la route de Tolentino à Civitanova, devenant une partie de la SS 77 perdit la classification de raccord autoroutier. Le nom SS 77 désigne donc, dans son état actuel, la voie express présentant les caractéristiques d'une route principale extra-urbaine entre la jonction de Foligno Est de la route nationale 3 Via Flaminia et Civitanova Marche.

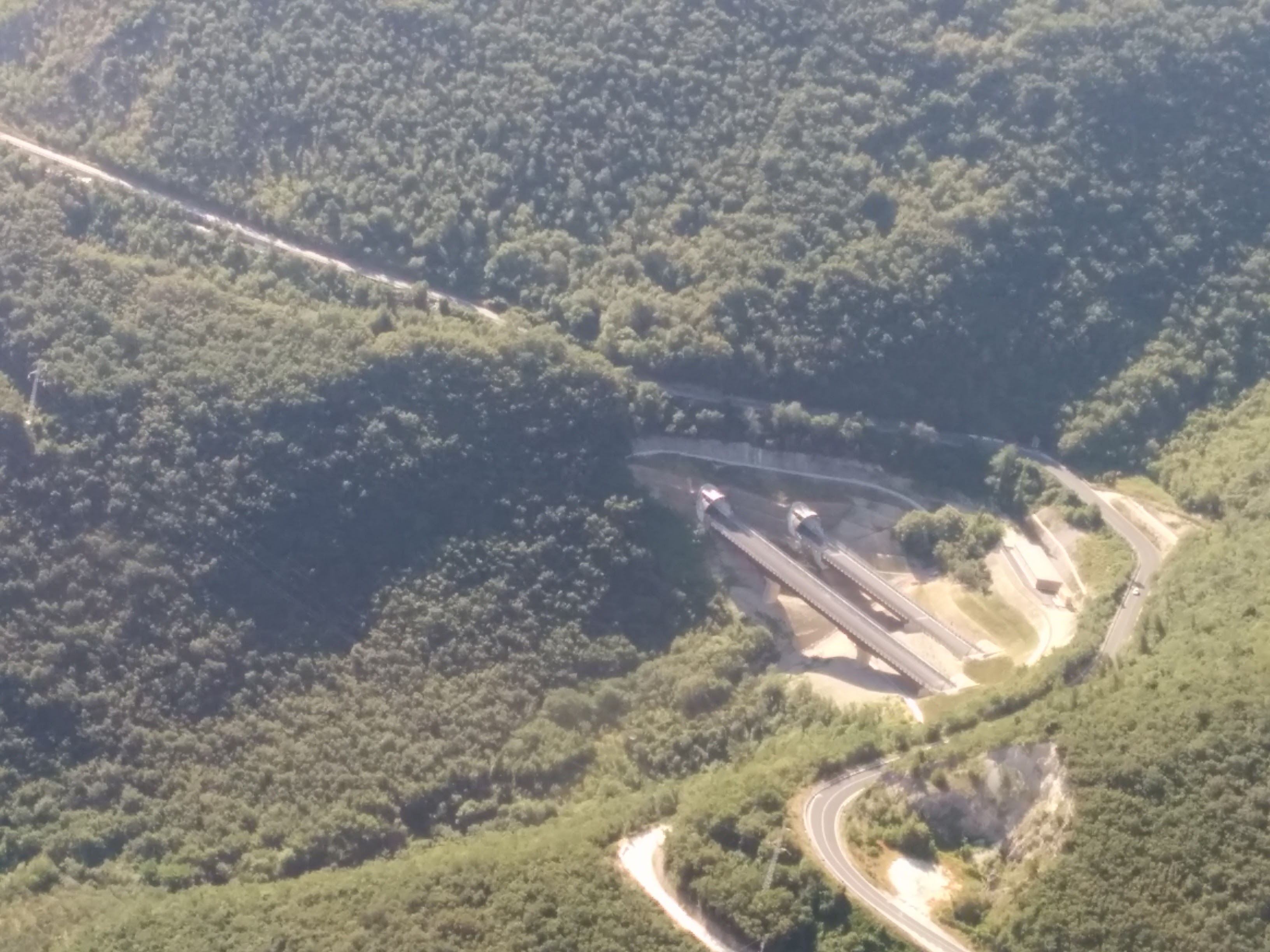
Ouvrages d'arts de la SS 77 entre Colle San Lorenzo et Ponte Santa Lucia.

Le tronçon allant de la jonction de Foligno (intersection avec la SS 3) à Pontelatrave fut récemment construit sur un nouvel itinéraire en tant que voie rapide aux caractéristiques autoroutières et inauguré en 2016. Le projet du tronçon Foligno - Pontelatrave fut approuvé par le CIPE en 2004 et les contrats furent attribués en 2005 dans le cadre du « Projet Quadrilatero Marches-Ombrie ».
En 2006, les premiers chantiers ont été ouverts dans le tronçon Sfercia-Pontelatrave d'une longueur de 2,7 km qui, le 4 décembre 2009, fut inauguré sous le nom de « SS 77var Pontelatrave-Sfercia ». En 2009, des chantiers ont été ouverts pour achever la nouvelle autoroute dans le tronçon restant de Foligno.
Le 16 janvier 2015, la section Colfiorito - Serravalle di Chienti, d'environ 9 km, a été temporairement ouverte à la circulation.
L'ouverture à la circulation de l'ensemble de la superstrada de Foligno à Civitanova eut lieu le 28 juillet 2016. Jusqu'au 31 septembre 2018, le nom de la nouvelle route de Foligno à Sfercia était « SS 77 var », tandis que l'ancienne route continuait à s'appeler « SS 77 »; à partir du 1er octobre 2018, le nom SS 77 fut entièrement transféré sur la nouvelle route tandis que la gestion de l'ancienne passa aux régions qu'elle traverse.

## Parcours
| SS 77 della Val di Chienti |                                                        |      |      |          |
| Type                       | Indication                                             | ↓km↓ | ↑km↑ | Province |
|                            | Foligno Est Via Flaminia Rome-Terni-Spolète-Fano       | 0    | 98   | Pérouse  |
|                            | Scopoli (Bretelle en projet)                           | 7,5  | 90,5 | Pérouse  |
|                            | Colfiorito Parc naturel régional du Colfiorito         | 17,5 | 80,5 | Pérouse  |
|                            | Serravalle di Chienti                                  | 26,5 | 71,5 | Macerata |
|                            | Muccia Nord                                            | -    | 64,9 | Macerata |
|                            | Muccia Sud - Pontelatrave                              | 34,5 | -    | Macerata |
|                            | Camerino                                               | 40,5 | 57,5 | Macerata |
|                            | Caccamo Lac de Caccamo                                 | 48,5 | 49,5 | Macerata |
|                            | Serrapetrona                                           | 50,5 | 48   | Macerata |
|                            | Caldarola                                              | 51   | 47   | Macerata |
|                            | Belforte del Chienti Parc national des Monts Sibyllins | 53,5 | 44,5 | Macerata |
|                            | Tolentino Ouest                                        | 57   | 41,5 | Macerata |
|                            | Tolentino Sud                                          | 58   | 40   | Macerata |
|                            | Tolentino Est                                          | 61   | 37   | Macerata |
|                            | Tolentino Zone industrielle                            | 64,5 | 33,5 | Macerata |
|                            | Pollenza                                               | 67,5 | 31   | Macerata |
|                            | Macerata Ouest                                         | 70,3 | 28   | Macerata |
|                            | Macerata Centre (Bretelle en projet)                   | 73.5 | 25,0 | Macerata |
|                            | Macerata Sud - Corridonia - Piediripa                  | 77,8 | 20,5 | Macerata |
|                            | Morrovalle - Monte San Giusto                          | 85,6 | 12,5 | Macerata |
|                            | Montecosaro                                            | 91,6 | 6,5  | Macerata |
|                            | Civitanova Marche Zone industrielle A                  | 94   | 4    | Macerata |
|                            | Civitanova Marche Ouest Bologne-Tarente                | 96   | 2    | Macerata |
|                            | Civitanova Marche Adriatica                            | 98   | 0    | Macerata |